# زنان روستایی کم‌حرف
زنان روستایی کم‌حرف (ایتالیایی: Tranquille donne di campagna) یک فیلم جنایی، درام و اِروتیک ایتالیایی به کارگردانی کلاودیو جرجی است که در سال ۱۹۸۰ منتشر شد.

## بازیگران
- فیلیپ لروآ
- روسانا پودستا
- کارمن اسکارپیتا
- کریستیان بورومئو
- سیلویا دیونیزیو
- سرنا گراندی
- سیلوانو ترانکوئیلی
- ماریو مارانتسانا
- الیسا مایناردی